# Ernst Orvil
Ernst Orvil (ur. 12 kwietnia 1898 w Kristianii, obecnie Oslo, zm. 16 czerwca 1985 w Oslo) – norweski prozaik, poeta i dramaturg.
Jego prawdziwe imiona i nazwisko to Ernst Richard Nilsen. Jako prozaik debiutował w 1932 r. powieścią Birger, a jako poeta w 1940 r. tomikiem wierszy Bølgeslag. Opublikował 13 powieści, 5 zbiorów opowiadań i szkiców, 19 tomów wierszy i 8 dramatów. Ostatni zbiór poezji Orvila ukazał się w 1988 r., już po śmierci autora.
Utwory Ernsta Orvila krytycy nazywają „radosnym modernizmem”. Oprócz eksperymentów formalnych i elementów psychoanalizy w duchu Zygmunta Freuda wiersze i proza Orvila zawierają wiele akcentów humorystycznych i groteskowych. Autor często igra z tradycją literacką i bawi się brzmieniem języka.